# Naval Station Everett

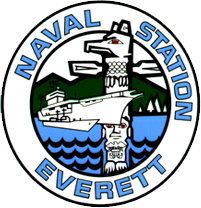
Sigill.

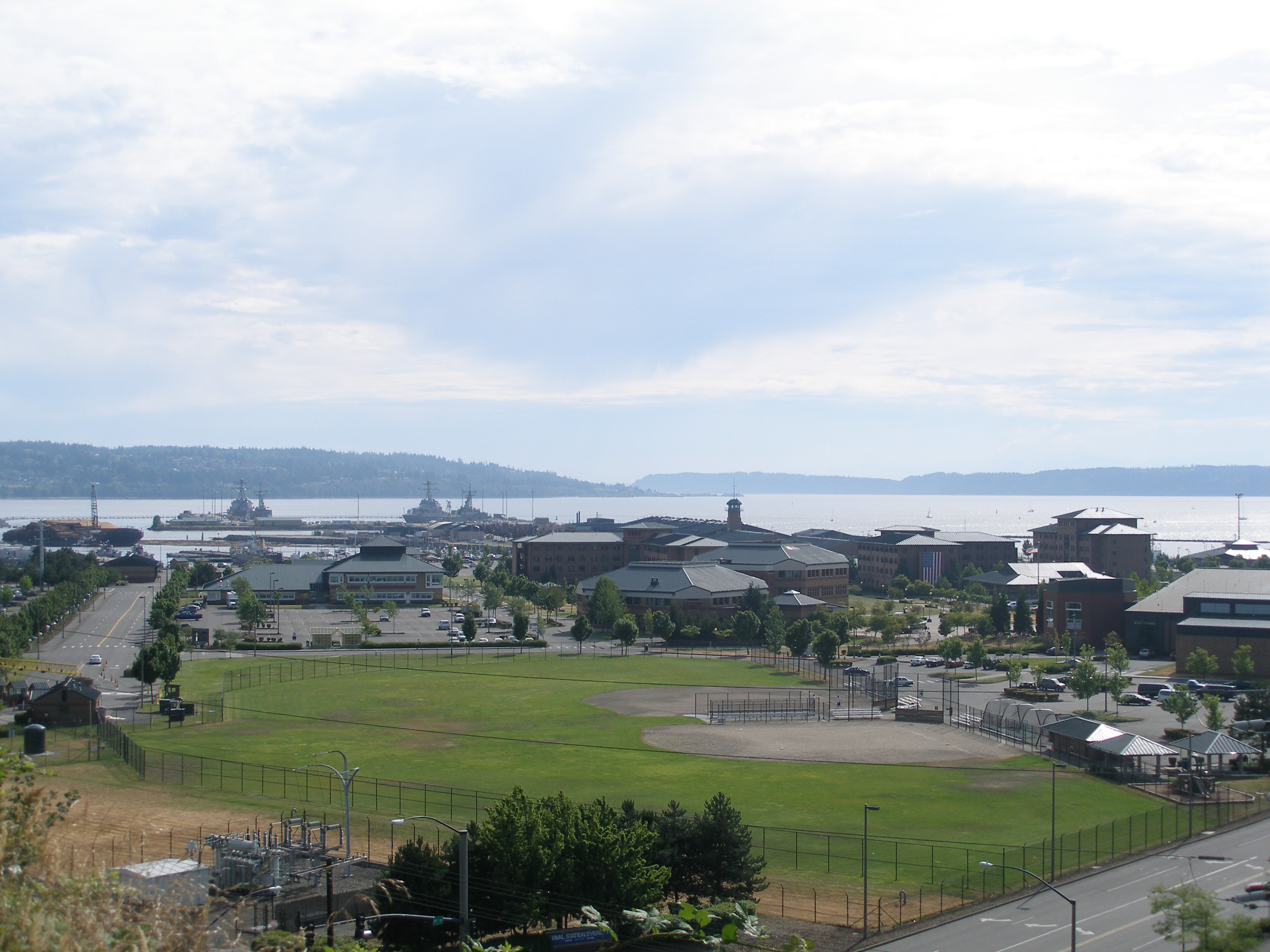
Överblicksbild från 2007.

Naval Station Everett är en marinbas tillhörande USA:s flotta i delstaten Washington i staden Everett, Snohomish County strax norr om Seattle.
Basen planerades och beslutades under Reagan-administrationens upprustning av flottan och militären i stort under det kalla kriget och togs i drift 1994.
Basen är hemmahamn för fem jagare i Arleigh Burke-klassen samt två fartyg i USA:s kustbevakning. Från 1994 och fram till 2011 var Everett hemmahamn för hangarfartyget USS Abraham Lincoln (CVN-72). Naval Station Everett har drygt 6 000 militärer och civilanställda.